# Mularp
Mularp är kyrkbyn i Mularps socken i Falköpings kommun i Västergötland, belägen öster om Falköping.
Här ligger Mularps kyrka.